# Bihari
Bihari (bihārī) är en samlingsbegrepp för flera indoariska språk i östra Indien. De talas av fler än 60 miljoner människor, i första hand i delstaten Bihar. I likhet med bengali, oriya och assamesiska betraktas de som utvecklade ur det medelindiska språket magadhi.
Bihari utgörs i huvudsak av tre centrala dialekter. Där är bhojpuri det största, med anno 2007 cirka 29 miljoner talare och en början till litterär tradition. De övriga är magahi och maithili, där det senare är litteraturspråk sedan 1300-talet.
Bihari som sådant saknar officiell status i Indien, och i delstaten Bihar är numera hindi och urdu de två officiella språken. Av dialekter/underspråken har endast maithili någon sorts officiellt erkännande, både i Bihar och i angränsande Jharkhand.